# Dion and the Belmonts
Dion and the Belmonts (Дио́н энд зе Бельмо́нтс) — американская вокальная группа, популярная в конце 1950-х годов. Все участники были из Бронкса, город Нью-Йорк.
Группа возникла, когда в конце 1957 года Дион Димуччи (род. 18 июля 1939) присоединился к вокальной группе The Belmonts, в которую входили бас-баритон Карло Мастранджело (род. 5 октября 1937 – 4 апреля 2016), второй тенор Фред Милано (26 августа 1939 — 1 января 2012) и первый тенор Анджело Д'Алео (род. 3 февраля 1940).
Группа была названа The Belmonts потому, что двое из четырёх участников жили в Бронксе на Бельмонт Авеню, а остальные два неподалёку от Бельмонт Авеню.
После неуспешных синглов на лейбле Mohawk Records в 1957 году и потом на Jubilee Records («The Chosen Few», изданная Дионом с другой группой, The Timberlanes, как Dion & the Timberlanes), Дион и The Belmonts   стали работать вместе. В начале 1958 года группа подписала контракт с Laurie Records. Первый же сингл группы на этом лейбле, «I Wonder Why», сделал их звёздами. Сингл достиг 22 места в Billboard Top 100, и группа в первый раз выступила на телешоу American Bandstand с ведущим Диком Кларком.
За первым успехом последовали баллады «No One Knows» (19 место) и  «Don’t Pity Me» (40 место), с которыми они также выступали на American Bandstand.
В марте 1959 года следующий сингл группы «A Teenager in Love» попал в первую десятку, достигнув 5 места в Billboard Hot 100 и 28 места в Великобритании в UK Singles Chart. Эта песня, написанная Доком Помусом и Мортом Шуманом, считается одной из величайших в истории рок-н-ролла. Вскоре у группы вышел первый альбом Presenting Dion and the Belmonts. Самый же большой свой хит, «Where or When» Dion and the Belmonts выпустили в ноябре 1958 года. Он достиг 3 места в Billboard Hot 100. С ним группа опять выступила на American Bandstand.
Последующие синглы, издаваемые группой в том году, хоть и продолжали попадать в чарт, но были менее успешными. В начале 1960 года Дион лёг в больницу на лечение от героиновой зависимости. К героину он пристрастился ещё подростком, когда же группа была на пике популярности, «подсел» на наркотики ещё сильнее. Так что когда «Where or When» был на самой вершине чартов, он был у больнице на детоксикации.
Кроме того, между Дионом и другими участниками группы были финансовые и музыкальные разногласия. В октябре 1960 года Димуччи решил уйти из группы и начать сольную карьеру. Сольно он выпускался просто как Дион (англ. Dion).
Они хотели петь гармонии, я хотел делать рок-н-ролл. Лейбл хотел, чтобы я исполнял традиционную поп-музыку. Мне это быстро надоело. Я сказал, не могу этого делать. Я должен на гитаре играть. Так что мы разошлись и я записал «Runaround Sue», «The Wanderer» и «Ruby Baby»
Интервью Диона журналу Perfect Sound Forever
А конце 1966 года  Дион воссоединился с группой для записи альбома Together Again на лейбле ABC Records. С альбома были изданы два сингла «My Girl The Month of May / Berimbau» и «Movin' Man / For Bobbie». В США они в чарты не попали, но в Великобритании были более успешными. «My Girl The Month Of May» попала в первую десятку чарта Radio London Fab 40 (9 место, 25 декабря 1966). Следующая песня, «Movin' Man», достигла 17 места в чарте того же Radio London 26 марта 1967 года. Во время этого недолгого воссоединения группа приняла участие в популярном телешоу Clay Cole Show с песнями  «Berimbau» и «My Girl The Month of May», а также периодически выступала в местных ньюйоркских клубах, как, например, в Mardi Gras 29 апрела 1967 года. Но потом распалась опять.
Оригинальный состав ещё раз объединился 2 июня 1972 для концерта в Madison Square Garden, который был записан и издан на Warner Brothers как концертный альбом. Через год четвёрка объединилась опять, выступив с аншлаговым концертом в Nassau Coliseum на Лонг-Айленде, Нью-Йорк. Запись этого выступления издана не была.

## Признание
Песня «A Teenager in Love» в исполнении группы Dion and the Belmonts входит в составленный Залом славы рок-н-ролла список 500 Songs That Shaped Rock and Roll.

## Дискография
См. «Dion and the Belmonts#Discography» в англ. разделе.